# Hashima (eiland)
Hashima (Japans: 端島; Nederlands: grenseiland), ook wel Gunkanjima (Japans: 軍艦島 ; Nederlands: slagschipeiland), is een van de 505 onbewoonde eilanden in de prefectuur Nagasaki. Het eiland ligt zo’n 15 kilometer van de stad Nagasaki. Tot 1974 is Hashima bewoond geweest. Sindsdien is het een spookeiland.

## Geschiedenis
Rond 1810 werd op Hashima steenkool ontdekt. Het zou echter tot 1890 duren voordat het eiland werd gekocht door het bedrijf Mitsubishi, die er een onderzeese mijn wilde ontwikkelen. Deze ontwikkeling zou een rol spelen in de snelle industrialisering van Japan en de groeiende economie van het land. In 1941, kort voordat Japan zich in de Tweede Wereldoorlog mengde, werd er in een jaar tijd circa 400.000 ton steenkool geproduceerd. In 1950 was dit 14.000 ton per maand.

## Bevolking
Tijdens de hoogtijdagen in 1959 woonden er ruim 5.200 mensen op Hashima, wat gelijk staat aan circa 83.500 inwoners per km². Hierdoor was het eiland destijds de dichtstbevolkte plek ter wereld. De Japanse arbeiders namen vaak hun gezin mee. Het leven van deze gezinnen was uiterst sober. Ze woonden in hoge gebouwen, appartementen waren klein en keukens, douches en toiletruimten werden gedeeld. In 1942 werden de Japanse werkers vervangen door Chinese en Koreaanse dwangarbeiders. Een groot deel van hen overleed door ongelukken en ziekten. In totaal werkten er bijna 60.000 Koreaanse dwangarbeiders.
Afgezien van het sobere leven en de slechte werkomstandigheden waren er winkels, scholen, ziekenhuizen, tempels en zelfs een theater, badhuis, begraafplaats en bordeel. Door het gebrek aan groenvoorziening werden op de daken tuinen aangelegd. Hashima had de bijnaam 'Midori nashi Shima', wat 'het eiland zonder groen' betekent.
Toen de steenkool begon op te raken en benzine populairder werd, raakte het eiland in verval. In januari 1974 werden de mijnen gesloten, in mei dat jaar waren alle bewoners vertrokken. Het eiland is sindsdien onbewoond gebleven.

## Werelderfgoed
Sinds 2015 staat Hashima op UNESCO's Werelderfgoedlijst. Aanvankelijk protesteerden China en Zuid-Korea hiertegen. Hierop erkende Japan de inzet van dwangarbeiders en het leed van de slechte werkomstandigheden, en werd het eiland alsnog door UNESCO erkend.

## Toerisme
De afgelopen veertig jaar is er niets aan Hashima veranderd. Wel werd er in 2008 een nieuwe pier aangelegd. Een jaar later werd het eiland opengesteld voor toeristen. Hashima mag echter niet zonder begeleiding worden bezocht. Het is alleen per boot — vanaf Nagasaki — en in de vorm van een excursie te bereiken. Slechts vijf procent van Hashima is bereikbaar voor toeristen. Dit komt enerzijds door de onrustige zee en anderzijds door het instortingsgevaar. Om meer van het eiland te kunnen laten zien, werden de verboden gebieden door Google op Street View gezet. Dit gebeurde in samenwerking met de lokale overheid van Nagasaki. Sinds 2014 hebben een half miljoen mensen het eiland bezocht.

## Trivia
- In de volksmond wordt het eiland gunkanjima genoemd, wat 'slagschipeiland' betekent. Deze bijnaam dankt Hashima enerzijds aan de slagschip lijkende vorm en anderzijds aan de skyline.
- Gedurende zijn bestaan heeft het eiland gediend als locatie voor de films Midori Naki Shima (The Greenless Island uit 1949), Battle Royale II: Requiem (2003) en de James Bondfilm Skyfall (2012).
- Het eiland is het hoogste niveau in het videospel Killer7.
- De Japanse singer-songwriter Okazaki Ritsuko is er geboren en audioartiest Mika Bjorklund heeft een project opgedragen aan het eiland. In 2007 maakte het onderdeel uit van de audiotrilogie The Speed of Dark.
- Sinds kort groeien er planten op het eiland.[2]

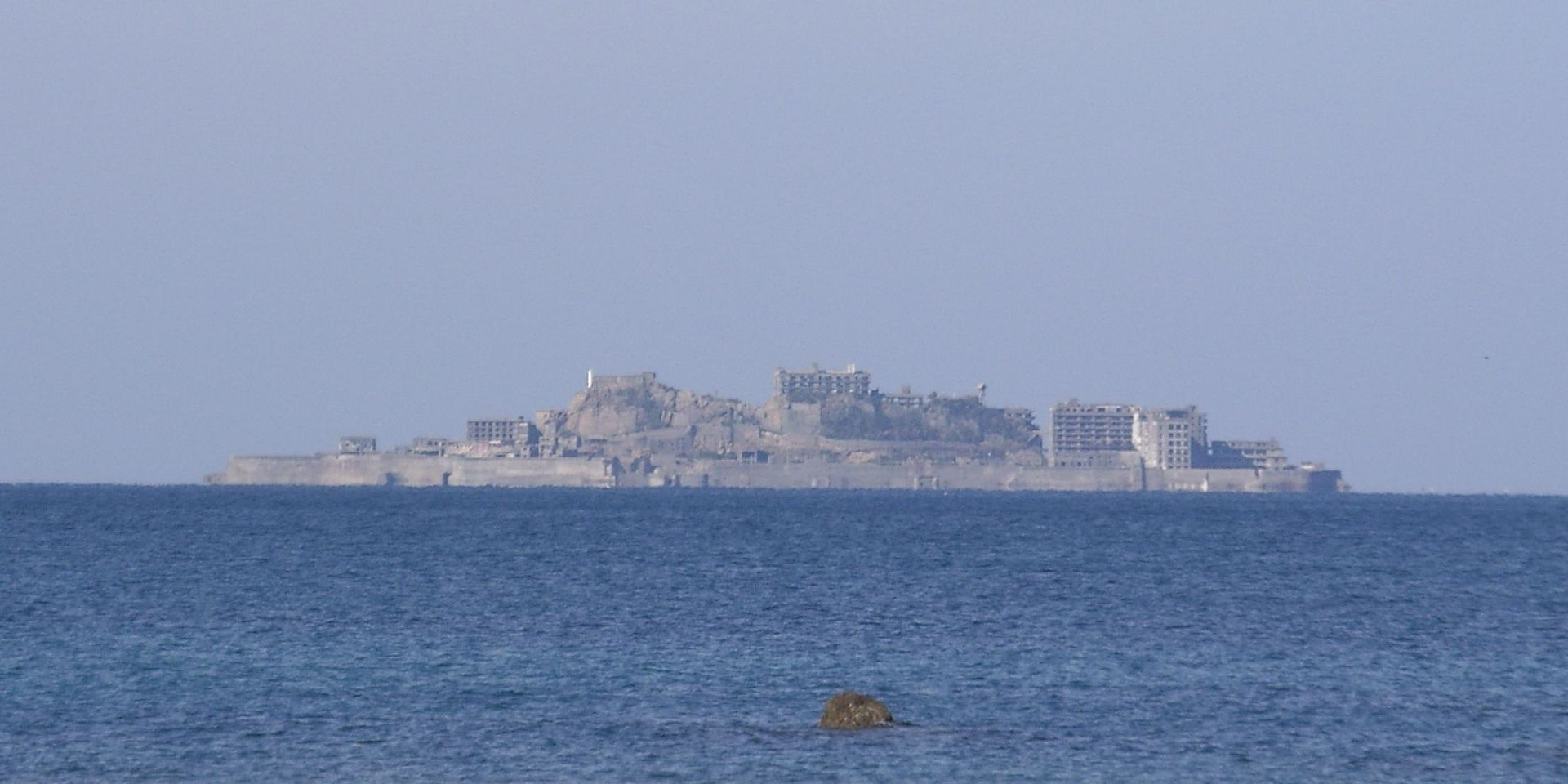
Slagschip of eiland?
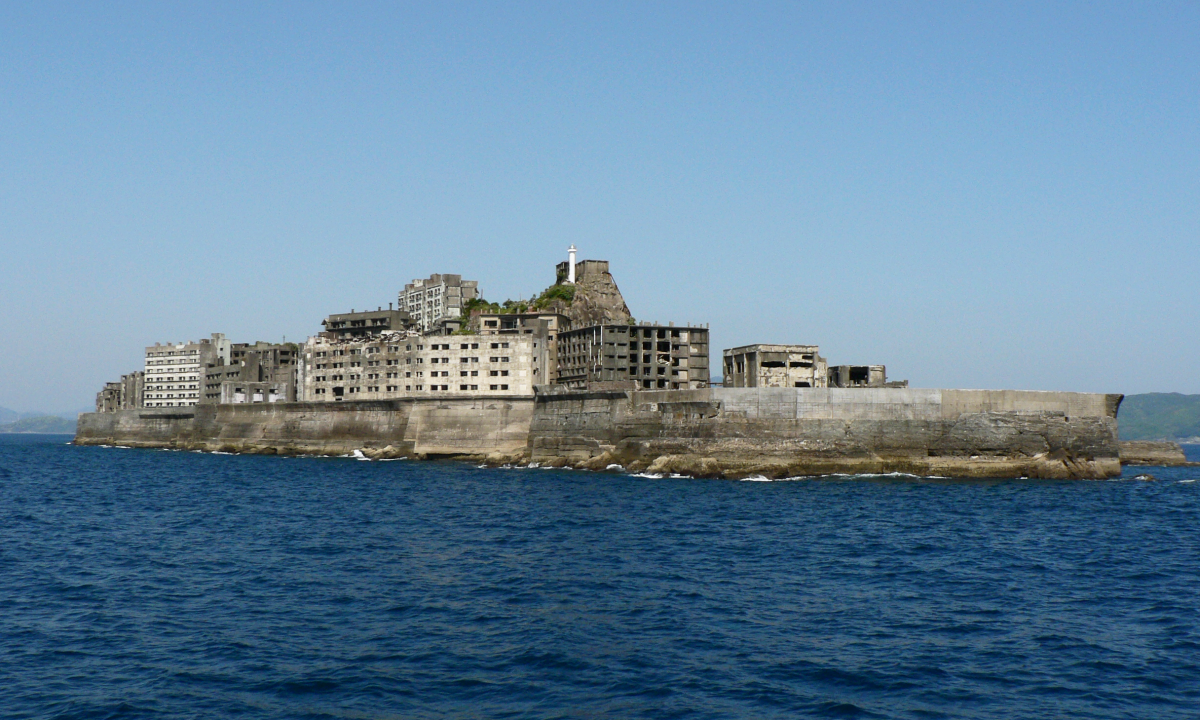
Het 'slagschip' van dichtbij
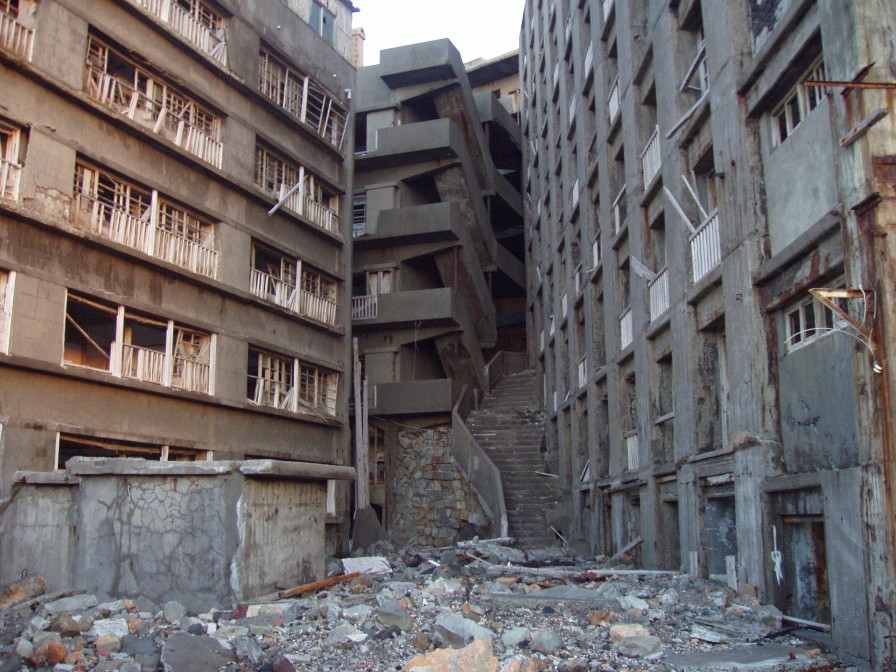
Gebouwen en de zogenoemde 'trap naar de hel'
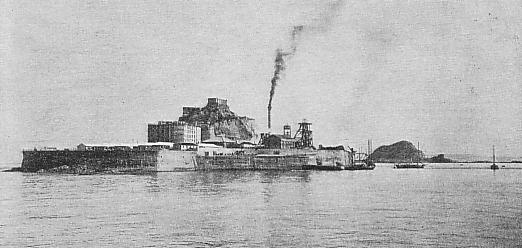
Hashima rond 1930
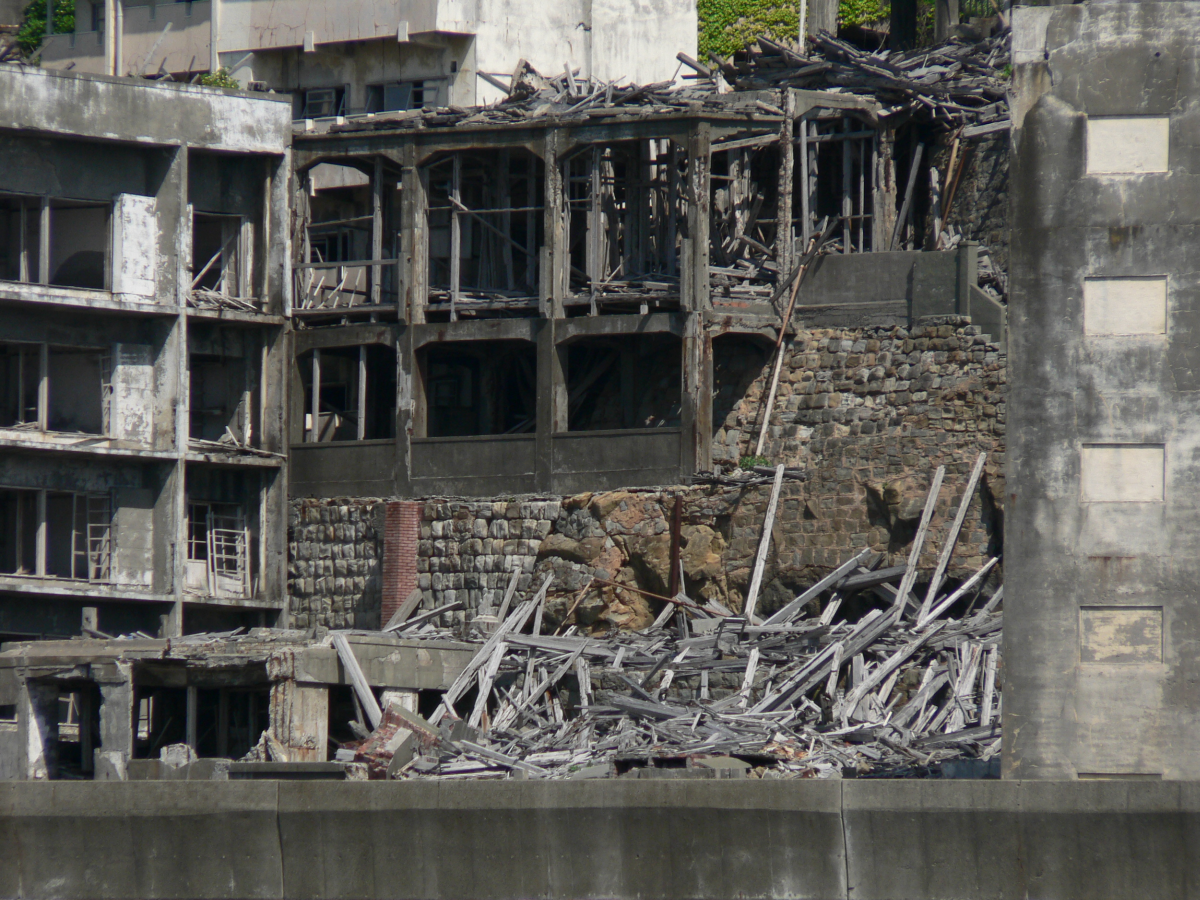
Ingestorte gebouwen (bioscoop, bedrijfsgebouwen en tempel)